# فرانشيسكا فولر
فرانشيسكا فولر (بالإنجليزية: Francesca Fowler)‏ هي ممثلة بريطانية، ولدت في 1985.

## وصلات خارجية
- فرانشيسكا فولر على موقع IMDb (الإنجليزية)
- فرانشيسكا فولر على موقع ألو سيني (الفرنسية)
- فرانشيسكا فولر على موقع أول موفي (الإنجليزية)
- فرانشيسكا فولر على موقع قاعدة بيانات الفيلم (الإنجليزية)
- فرانشيسكا فولر على موقع كينوبويسك (الروسية)